# Pro Bowl 1990
Match précédent Match suivant
Le AFC-NFC Pro Bowl 1990 est le Match des étoiles de football américain de la National Football League pour la saison 1989. Il se joue au Aloha Stadium d'Honolulu le 4 février 1990 entre les meilleurs joueurs des deux conférences de la NFL, la National Football Conference et l'American Football Conference. La rencontre est remportée sur le score de 27 à 21 par l'équipe représentant la National Football Conference.